# Dactylurina staudingeri
Dactylurina staudingeri là một loài Hymenoptera trong họ Apidae. Loài này được Gribodo mô tả khoa học năm 1893.